# Agonus
Agonus – rodzaj ryb z rodziny lisicowatych (Agonidae).

## Klasyfikacja
Gatunek zaliczany do tego rodzaju:
- Agonus cataphractus – lisica[3]